# Maputsoe
Maputsoe è una città del Lesotho situata nel Distretto di Leribe.